# Namdzong Jomo Gön
| Tibetische Bezeichnung                          |
| ----------------------------------------------- |
| Tibetische Schrift: གནམ་རྫོང་ཇོ་མོའི་དགོན             |
| Wylie-Transliteration: gnam rdzong jo mo’i dgon |
| Chinesische Bezeichnung                         |
| Vereinfacht: 南宗尼姑寺; 南宗尼寺               |
| Pinyin:Nanzong nigu si; Nanzong ni si           |

Namdzong Jomo Gön (tib. gnam rdzong jo mo’i dgon) ist das größte Nonnenkloster der Nyingma-Schule des tibetischen Buddhismus (Vajrayana) in Zentral-Amdo. Der Überlieferung zufolge soll es in der Zeit der Mongolen-Dynastie gegründet worden sein. Es wurde von Dzogchen Pema Rigdzin (rdzogs chen pad ma rig 'dzin) erbaut, einem der berühmtesten Trülkus der Nyingma-Schule von Zentral-Amdo im 17. Jahrhundert. Abt ist der Gurong Tshang (dgu rong tshang) Rinpoche, der auch das Achung-Namdzong-Kloster leitet. Derzeit wird es vom Gujiasai Rinpoche geleitet.
Das Nonnenkloster liegt im Namdzong-Tal nördlich des Achung-Namdzong-Klosters im Achung-Namdzong-Gebiet in der Gemeinde Khamra (khams ra) des Kreises Jainca (Centsha) im Osten der chinesischen Provinz Qinghai, der zum Verwaltungsgebiet des Autonomen Bezirks Huangnan der Tibeter gehört.